# Réallon

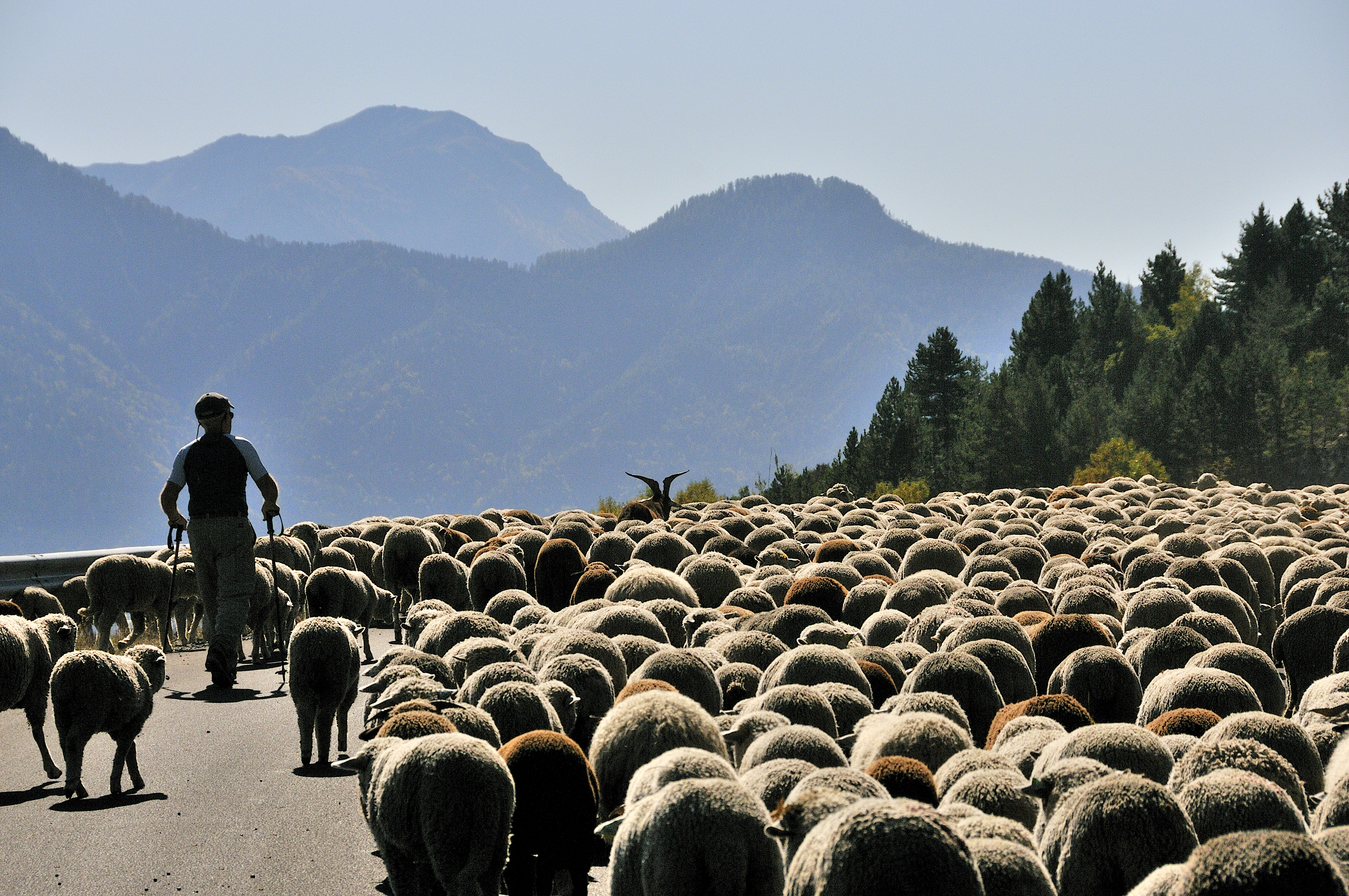
Transumanza presso Réallon, nel Parc National des Ecrins

Réallon è un comune francese di 253 abitanti situato nel dipartimento delle Alte Alpi della regione della Provenza-Alpi-Costa Azzurra.
Si trova all'interno del parco nazionale des Écrins.

## Società

### Evoluzione demografica
Abitanti censiti